# Semei
Semei (en llengua kazakh: Семей), anomenada Semipalàtinsk fins a l'any 2007, és una ciutat del Kazakhstan. Té uns 300.000 habitants.
Està situada a la vora del riu Irtix, al nord-est de la província anomenada Kazakhstan oriental prop de la frontera amb Sibèria, al voltant de 1.000 km al nord de la capital Almati i a uns 700 km al sud-est de la ciutat russa d'Omsk.

## Història
El 1718 es va fer el primer assentament quan els russos hi construïren un fortí prop de les runes d'un monestir budista que tenia set parts d'on ve el nom en rus de la ciutat, Semipalàtinsk = ciutat de les set cambres. Després d'una inundació, el 1778 es va traslladar el fortí a uns 18 km del lloc inicial. La ciutat començà a créixer al seu voltant del fortí i un segle més tard es beneficià del pas del ferrocarril del Turquestan a Sibèria, ja que es va convertir en el punt més important en el pas entre l'Àsia central i Sibèria.
Entre 1917 i 1920, va ser la capital de l'autonomia no reconeguda anomenada Autonomia Alaix que es va formar durant la guerra civil russa va ser reconquerida per l'exèrcit Roig el 1920. El 1949 un lloc estepari a uns 150 km d'allí va ser escollit pels soviètics per les proves amb la bomba atòmica i fins a 1989 s'hi van fer un total de 456 proves nuclears.